# Ludmila Javorová

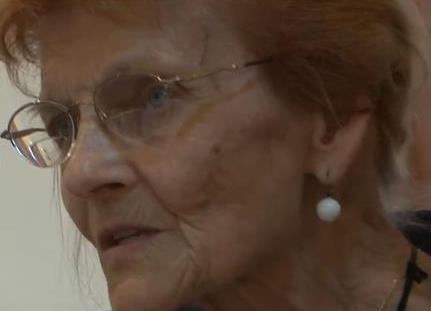
Ludmila Javorová

Ludmila Javorová (* 31. Januar 1932 in Brünn) ist eine tschechische römisch-katholische Theologin und Religionslehrerin, die 1970 durch Bischof Felix Davídek zur Priesterin geweiht wurde.

## Leben
Die Tschechin Ludmila Javorová wuchs in einer katholischen Familie in Brünn auf. Ihr Wunsch, Nonne zu werden, war in der Zeit des Kommunismus nicht realisierbar. Sie begann ein weltliches Berufsleben und engagierte sich in ihrer Freizeit für kirchliche Aktivitäten. Später arbeitete sie in der tschechischen Untergrundkirche und war Generalvikarin des römisch-katholischen Bischofs Felix Davídek.

## Ordination zur Priesterin
1964 wurde der Untergrundbischof Felix Davídek nach 14 Jahren aus dem Gefängnis entlassen, in das er wegen seines Glaubens gesperrt worden war. Er begann, eine Untergrundkirche aufzubauen und beschäftige Javorová, deren Familie er kannte, als Sekretärin und Assistentin. In dieser Rolle übernahm sie zunehmend wichtige Aufgaben für die Organisation der Untergrundkirche in der Tschechoslowakei, nach ihrer Weihe zur Priesterin bis 1988 als seine Generalvikarin. Angesichts der politisch-religiösen Verfolgung durch die herrschenden Kommunisten, die auch Folter und sexuellem Missbrauch im Gefängnis ausübten, war dies eine gefährliche Tätigkeit.
Aufgrund der Verfolgung der Kirche in der Tschechoslowakei befanden sich viele Nonnen und gläubige Frauen in kommunistischen Gefängnissen, ohne Zugang zur Seelsorge. Felix Davídek weihte am 28. Dezember 1970 Ludmila Javorová zur Priesterin. Im Falle einer Verhaftung von Frauen konnte sie so geheime Messen, Beichten und die letzte Salbung im Gefängnis durchführen. In den Folgejahren weihte er so weit heute bekannt 5 weitere Frauen zu Priesterinnen, deren Identität jedoch bis heute unbekannt ist. Diese Priesterinnenweihen wurden ebenso wie die jeweils vorausgegangenen Weihen zur Diakonin nicht nur aus Sicherheitsgründen geheim gehalten, sondern auch weil sie – wie die Weihen verheirateter Männer – innerhalb der Untergrundkirche sehr umstritten waren und diese gespalten hatten. Die Geheimhaltung umfasste auch den privaten, familiären Bereich, was von Javorová als Qual empfunden wurde.

## Nach dem Ende der kommunistischen Herrschaft
Nach Ende der kommunistischen Herrschaft in der Tschechoslowakei 1989 versuchte Javorová ihren Status als Priesterin weiterhin zu verbergen, weil „die Zeit noch nicht reif sei, darüber zu sprechen“. Etwa 1995 änderte sie ihre Meinung und sprach öffentlich über ihr Priestertum sowie über ihre Rolle als Vorbild für die Frauenordination in der römisch-katholischen Kirche. Dazu wirkte sie auch an einer Biografie mit, die Miriam Therese Winter über sie veröffentlichte. In einem Video anlässlich des Papstbesuchs 2021 in der Slowakei beschreibt die Autorin die Situation von Javorová.
Nachdem ihre geheime Priesterweihe 1995 bekannt wurde, untersagte ihr der örtliche Bischof unter Androhung der Exkommunikation jegliche Tätigkeit als Priesterin. Sie lebte weiterhin in Brünn, wo sie bis zu ihrem Ruhestand als Religionslehrerin arbeitete und in ihrer katholischen Pfarrgemeinde aktiv war, unter anderem als Sprecherin des liturgischen Ausschusses.
Wie auch andere Mitglieder der tschechischen Untergrundkirche hat Javorová zeitlebens an der vatikanischen Missachtung ihres entbehrungsreichen und gefährlichen Einsatzes für den Glauben gelitten. Insbesondere äußerte sie ihre Enttäuschung darüber, dass sie als Frau für ihren priesterlichen Einsatz von der Kirche dauerhaft ignoriert wurde und sich – wie in den Zeiten der kommunistischen Verfolgung – weiterhin „verstecken“ muss.

## Rezeption der Ordination
Das Öffentlichwerden von Javorovás Priesterinnenweihe hat 1995 zu großem Medieninteresse geführt. Darüber hinaus haben viele Frauen, die sich zum Priesteramt berufen fühlten, ihr Tun als Vorbild und Bestärkung empfunden, insbesondere auch die 2002 geweihten sogenannten Donau-Sieben.
Am 2. April 2011 – 21 Jahre nach dem Fall des Eisernern Vorhangs – wurde der von Bischof Davídek gegründeten Gruppe „Koinótés“ der tschechischen Untergrundkirche in der Wiener UNO-City der Herbert-Haag-Preis verliehen. Damit wurden die – auch vom Vatikan – wenig gewürdigten Mitglieder der tschechischen Untergrundkirche, die sich durch „mutiges Handeln in der Christenheit exponiert haben“, erstmals öffentlich anerkannt. Zugleich wurde vom Vatikan die „Rehabilitation der verborgenen Kirche“ gefordert.
Bei dieser Feier war auch Javorová anwesend und konstatierte: „Die Arbeit hat erst begonnen. Andere müssen sie weiter führen. Auch wenn der Vatikan die Frage der Frauenweihe für abgeschlossen hält, so ist es mein fester Glaube, dass irgendwann in der Zukunft die Frage wieder aktuell sein wird“. Und sie beklagte sich darüber, dass „ein Mann mich, meine Berufung, vocatio, beurteilen sollte. Warum ein Mann?“

## Kirchenrechtliche Bewertung der Ordination
Erzbischof John Bukovsky und Davídek betrachteten die Ordinationen als gültig, aber unerlaubt (valide, sed illicite); der Heilige Stuhl sei darüber vollständig informiert gewesen. Sie rechtfertigten dies mit der besonderen Situation der religiösen Verfolgung, die dazu führte, dass Frauen im Gefängnis ohne priesterlichen Beistand geblieben wären, da sie nur von Personen gleichen Geschlechts hätten besucht werden können. Auch die Vertreterinnen der Organisation Roman Catholic Women Priests, einer 2002 initiierten Bewegung, die für die Frauenweihe in der römisch-katholischen Kirche eintritt, sehen die Weihe als gültig an.
Entgegen den Hoffnungen der Untergrundkirche hielt die römisch-katholische Kirche die geheimen Weihen der Frauen und der – teilweise verheirateten – Männern für ungültig. Die unverheirateten Männer wurden angehalten, ihre Ordination zu erneuern. Demgegenüber ist die Ordination einer Frau nach der Lehre der katholischen Kirche und dem kanonischen Recht nicht nur unerlaubt, sondern auch ungültig, da nur ein getaufter Mann „gültig“ ordiniert werden kann.